# 소문난 여자
《소문난 여자》는 2001년 4월 2일부터 2001년 10월 5일까지 방영된 SBS 일일드라마이다.

## 기획 의도
1946년부터 1980년대까지 격동의 현대사를 배경으로 하여 억압적인 시대에 태어나 굴곡진 세월을 살아 온 한 여성의 삶을 그리는 드라마

## 등장 인물
- 강성연 : 이정님 역 - 강인한 여인
- 박용하 : 김우진 역 - 동네에서 제일 부자인 큰 기와집 외아들
- 손지창 : 정병훈 역 - 형주의 친한 친구
- 최철호 : 박형주 역 - 정님의 의붓 오빠
- 장용 : 박만구 역 - 정님의 의붓아버지, 세무서 직원
- 김지영 : 만구 모 역 - 영순의 시어머니
- 김미숙 : 한영순 역 - 정님의 어머니
- 견미리 : 한영선 역 - 정님의 이모
- 정원중 : 이서방 역
- 이동훈 : 이봉걸 역 - 대패댁의 아들
- 추소영 : 이봉순 역 - 봉걸의 여동생.
- 이미영 : 대패댁 역 - 봉걸의 어머니
- 여운계 : 정님의 외할머니 역
- 정재순 : 우진의 어머니 역
- 노현희 : 김우경 역 - 우진의 누나
- 김용림 : 병훈의 어머니 역
- 이윤성[2] : 은주 역
- 김창완 : 주 박사 역
- 이기열 : 고 사장 역
- 권해효 : 박인상 역
- 황정미
- 이동훈 : 이봉걸 역

## 수상
- 2002년 제15회 기독교문화대상 방송부문 박정란[3]

## 결방
- 2001년 5월 24일 - 6시 55분부터 아시아클럽축구 <수원삼성 VS 이란> 중계 편성
- 2001년 5월 25일 - 6시 50분부터 국가대표 평가전 <한국 VS 카메룬> 중계 편성[4]
- 2001년 6월 13일 - 특별기획 <남북정상회담 그리고 1년> 편성[5]
- 2001년 7월 9일 - 뉴스 특보 편성
- 2001년 10월 1일 - 8시 35분부터 추석특집 <사랑하는 TV러브 바이러스> 편성[6]
- 2001년 10월 2일 - 8시 35분부터 추석특집 <두 남자의 패러디쇼> 편성[7]

## 참고 사항
- SBS 프로덕션 소속 이금림 작가를 집필자, SBS 프로덕션 소속 정을영 PD를 연출자로 내세운[8] <지평선 너머> 이후 두 번째로 SBS 프로덕션에서 외주제작한 일일극이었다.
- 당초 2001년 3월 19일 첫 회가 나갈 예정이었지만[9] 캐스팅 문제로 어려움을 겪어오자 SBS는 2001년 3월 16일 종영할 계획이었던 전작 <자꾸만 보고싶네>를 같은 해 3월 30일 끝냈으며 첫 회도 2001년 4월 2일로 변경됐다.
- 담당 PD 성준기는 97년 <엄마의 깃발> 이후 4년 만에 일일극 연출을 맡았다.
- 손지창(정병훈 역)은 KBS 2TV 일일시트콤 <쌍둥이네>에 중도 합류할 예정이었으나[10] <소문난 여자> 뒷시간대 프로그램이란 이유로 고사했다.
- 강성연은 <소문난 여자>에 캐스팅되면서 MBC <맛있는 청혼> 출연 제의를[11] 고사했다.
- 이재룡이 남자 주인공 물망에[12] 한때 거론된 바 있다.
- 타 방송사의 뉴스 시간이자 당시 KBS 2TV 다큐 미니시리즈 <인간극장>[13]이 방영된 오후 8시 50분부터 9시 20분까지 방송되는 불리한 편성에도, 15~16%의 높은 시청률을 기록하여 MBC 뉴스데스크를 동시간대 3위로 밀어내는 쾌거를 누린 바 있다.
- 당초 120부작으로 기획되었지만 시청자들의 호응으로 10부 늘린 130부작으로 종영했다.[14]
- SBS는 <소문난 여자> 이후 후속작으로 방영된 일일극들이 거의 기대 이하의 성적에 그치자 2003년 5월 19일 시작된 <연인>부터 9시 20분으로 일일드라마 시간대를 조정했다.[15]